# Walt Disney Internet Group
Walt Disney Internet Group (WDIG) est la filiale de la Walt Disney Company pour les sites web du groupe. La plupart des sites de WDIG sont reconnaissables par leur racine - - - -.go.com et aussi par leurs noms, associés à Disney. La société a été créée en 2000 sur les bases de Go.com, Infoseek et les sites Disney-ABC-ESPN.
Avec le rachat de Starwave créé à Seattle, la société possède une présence et importante plateforme technique dans cette ville.
Entre 1997 et 2000, le WDIG était une cinquième branche de l'activité de la Walt Disney Company mais la fin de la bulle Internet a forcé Disney à supprimer cette division. Toutefois en 2008, la cinquième division a été recrée sous le nom Disney Interactive Media Group, dont dépend maintenant le WDIG, en associé les activités internet et celles des jeux vidéo, les Disney Interactive Studios.

## Analyse économique
Le Walt Disney Internet Group a été lancé par la Walt Disney Company en pleine bulle internet. Le groupe a été créé comme une société à part de la Walt Disney Company, et était cotée au NASDAQ. Les projets de Disney pour cette activité étaient en grande partie soutenus par une certaine euphorie. Mais il n'a pas reçu le succès escompté malgré plusieurs réussites indéniables.
WDIG est actuellement le leader du marché du développement et de la distribution de divertissements et de contenus informatifs sur les nouveaux supports de communications (téléphone, Internet, câble, …). WDIG est entre autres chargé de créer et diffuser des produits pour les services suivants, la plupart nécessitant du haut-débit :
- ABC News On Demand, un service par abonnement qui offre le premier canal internet de diffusion d’informations vidéo en continu et en direct
- ABC News fournisseur de programmes à la carte
- Disney Connection des jeux, activités et vidéos pour la famille (dont surtout les enfants)
- WDIG Motion une technologie propriétaire de vidéos destinée aux utilisateurs de connexions haut débit.

WDIG a créé des partenariats avec divers fournisseurs d'accès, principalement sans fil (par exemple Sprint ou NTT DoCoMo afin de distribuer des contenus et services à travers les marques Disney, ESPN et ABC. À titre d'exemple, la marque Disney propose ainsi des sonneries ou des images pour personnaliser les téléphones portables, tandis qu'ESPN et ABC proposent des services d'informations en continu ainsi que de la vidéo.
De plus, WDIG a été le pionnier dans le développement de contenus interactifs pour les programmes télévisés avec son service Enhanced TV.
Actuellement le président de WDIG est Steve Wadsworth. Le siège de la société était à North Hollywood, en Californie avant de déménager au Grand Central Creative Campus mais le groupe possède aussi des bureaux ou des équipes de production à Seattle, New York, Orlando, Tokyo et Londres.

## Historique
En parallèle des dates ci-dessous, Disney a développé divers produits principalement dans sa branche Produits de Consommations qui ont été intégrés à ce qui est actuellement WDIG.

### Années 1990: Débuts de Disney sur Internet
En 1995, Disney créé une filiale pour internet Disney Online pour éditer et gérer du contenu sur ce nouveau média.
Le 21 février 1996: Disney lance son site internet Disney.com rapidement suivi par d'autres. Le 10 avril 1996, le Los Angeles Times annonce que Disney va s'installer au 5161 Lankershim Blvd à North Hollywood d'anciens bureaux de Hewlett-Packard.
Le 3 avril 1997, Disney se lance dans la bulle internet en entrant au capital de Starwave Corporation une société informatique d'édition multimédia, fondée par Paul Allen en 1992.
Le 1er mai 1998, Disney annonce son intention d'exercer son option pour acheter le reste de Starwave à la suite de sa participation initiale d'avril 1997 et d'intégrer la société au Buena Vista Internet Group. Le 18 juin 1998, Disney annonce son intention d'acheter 43 % de Infoseek. Le même jour, les deux sociétés annoncent le développement d'un portail baptisé Go Network sur le domaine Go.com. Le rachat d'Infoseek est finalisé le 18 novembre 1998 avec en contrepartie le rachat de Starwave Corporation par Infoseek.
Disney lance le 12 janvier 1999 un portail internet se voulant un concurrent de Lycos et de Yahoo : Go.com. Le site regroupe les sites des marques Disney, propose un moteur de recherche et pour la première fois des regroupements en catégories de sites. C'est aussi un fournisseur d'accès, un lieu de chat et une messagerie.
Le 12 juillet 1999, Infoseek et la Walt Disney Company annonce la fusion du Walt Disney Internet Group avec Infoseek pour former Go.com.
Le 3 août 1999, WDIG achète 60 % de Soccernet à Daily Mail et General Trust, qui sera rattaché à ESPN. Le 25 août 1999, le Buena Vista Internet Group investit 20 millions de $ dans le site Toysmart.com achetant 60 % du capital, dépassant par la suite 25 millions de $ pour promouvoir le site,.
Le 17 novembre 1999, l'acquisition totale d'Infoseek par Disney est approuvée par les actionnaires des deux sociétés. Disney crée alors une branche d'activité Internet et Vente directe 'en regroupant les activités internet des deux sociétés. C'est grâce à un accord d'échange d'actions détenues par les actionnaires d'Infoseek contre des actions de Go.com que l'acquisition fut faite.

### Années 2000: le groupe internet de Disney

#### 2000-2004: Développement par création de service
Le 27 janvier 2000, le service ABC’s Enhanced TV attire plus de 650 000 personnes durant le Super Bowl. C'est un service internet agissant comme un compagnon interactif des programmes de télévision
Le 20 mai 2000, Toysmart.com cesse ses activités, et le 20 juillet, un juge déclare sa liquidation.
Le 2 août 2000, GO.com est rebaptisé Walt Disney Internet Group et l'action est cotée au NYSE sous la référence DIG. WDIG est en plus intégrée à la branche média et réseaux.
Le 3 août 2000, WDIG achète les 40 % restants de Soccernet.
Le 22 septembre 2000 le site GO.com propose une version test de son concept d'annuaire internet. Le site est relancé officiellement le 17 octobre 2000.
En 2001 le site Disney.com enregistre 7,6 millions de visiteurs mais les services de portail et de Fournisseur d'accès à Internet de GO.com sont arrêtés. Les actions de WDIG sont converties en action Disney à partir du 28 janvier 2001 afin de supprimer la dette du groupe. La totalité des actions furent échangées le 1er mars 2001.
Le 30 septembre 2002 annonce avoir franchir le seuil de rentabilité pour ses opérations internet.
Le 2 juin 2003, Disney Online lance Disney's Toontown Online un MMORPG.
Le 22 juillet 2003, WDIG regroupe les services interactifs des activités loisirs et éducations de Disney sous le nom Disney Connection. Le service est baptisé DisneyBB sur le réseau Fleet's de NTT au Japon et Connecta Disney sur le portail Lycos en Espagne.
En septembre 2003 Disney Mobile le service de téléphonie de Disney au Japon atteint les 3,5 millions de souscripteurs.
Le 1er décembre 2004 ESPN et WDIG lance ESPN Mobile, un service de téléphonie mobile pour les fans de sports.

#### 2005-2008: Développement par achat de sites
Le 12 mai 2005, WDIG et Buena Vista Home Entertainment lancent une plateforme de test de téléchargement de films par Internet au Japon, nommée Movie Express, disponible sur Flet de NTT. Le 8 juin 2005, WDIG rachète le studio de jeux vidéo britannique Minds Eye Productions, développeur de Starsky et Hutch et Starsky et Hutch 2,. Le studio a depuis été intégré à Buena Vista Games. Le 6 juillet 2005, le WDIG et Sprint annoncent un partenariat pour lancer Disney Mobile l'année suivante. Le 19 octobre 2005, WDIG achète Living Mobile une société allemande éditrice de jeux vidéo basée à Munich et à Prague.
En 2006, Disney lance conjointement deux opérateurs de téléphonie mobile aux États-Unis, Mobile ESPN qui remplace ESPN Mobile et Disney Mobile. Le 9 mars 2006, WDIG signe un contrat avec Scandinavian Games accordant à ce dernier la distribution par téléchargement de jeu vidéo Disney en Finlande, Islande, Norvège, Suède et au Danemark. Le 24 mai 2006, WDIG signe un accord de licence avec Shanda le leader chinois du jeu en ligne, gérant 12 jeux. Le 31 août 2006 : WDIG achète le fournisseur de contenu pour téléphone portable chinois Mobile2Win, filiale de la société indienne Contests2win. Le 28 septembre 2006, WDIG signe un contrat avec la société de contenu téléphonique mobile Jamster pour des licences de contenu Disney Mobile et Starwave Mobile.
Au début 2007, Disney lance une nouvelle version du site Disney.com. Le 28 février 2007, WDIG, Disney Interactive Studios et Macrovision annoncent une collaboration pour distribuer les jeux vidéo Disney en Europe et en Australie grâce à un portail géré par WDIG sur le réseau de Macrovision. Le 19 mars 2007, WDIG achète un second fournisseur de contenu pour téléphone portable chinois Enorbus pour 20 millions de USD. Le 8 mai 2007, Walt Disney Records, Disney Electronics et le Walt Disney Internet Group s'associent pour offrir au téléchargement sur le site Disneymixcentral.com le catalogue du premier pour les baladeur MP3 du second. Le 12 juillet 2007, WDIG lance le site WAP officiel de Disney en Chine wap.disney.com.cn. Le 1er août 2007, Disney rachète le site de monde virtuel pour enfants Club Penguin pour 350 millions de $. Le 27 septembre 2007, WDIG a annoncé la fermeture le 1er janvier 2008 de l'opérateur virtuel Disney Mobile. Le 4 décembre 2007, WDIG achète la société iParenting Media, fournisseur de contenu pour la famille afin de compléter son offre internet des sites Family.com, FamiliyFun.com et Wondertime.com,,.
Le 20 février 2008, WDIG annonce la création d'une filiale de Disney Online nommée Disney Online Studios, pour la conception, la gestion et la publication de jeux vidéo en ligne, de mondes virtuels et de communautés internet. Le 4 juin 2008, Disney rachète Fanlib pour 3 millions de $, un site communautaire consacré à la fanfiction.

#### 2008-?: Disney Interactive Media Group
Le 5 juin 2008, la société Disney Interactive Media Group naît de la fusion de Disney Interactive Studios et du Walt Disney Internet Group. Le 12 juin 2008, Disney rachète Ideal Bite pour 15 millions de $, un site fondé en 2005 par Heather Stephenson et Jennifer Boulden et offrant par mail des bonnes idées écologiques. La transaction a été estimée par la suite à 20 millions. Le 13 juin 2008, Disney rachète DigiSynd Inc au Greycroft Partners, une société orientée vers le développement de contenu vidéo payant,. Le 23 juin 2008, WDIG annonce la vente de Movies.com à Fandango, une filiale de Comcast,. Le 5 août 2008, Disney achète le site Raisingkids.co.uk et l'a associé au site UKfamily.co.uk. Le 15 août 2008, le site family.com de WDIG lance un réseau social nommé Disney Family.com Community. Le 16 décembre 2008, Disney Interactive Media Group lance avec Viwawa, un site Disney, nommé Disney Avatar Creation Engine pour Singapour, la Malaisie et l'Indonésie.
Le 19 février 2009, Disney annonce l'achat du site créatif pour enfant Kerpoof, lancé en 2007. Le site kerpoof.com conserve sa vocation de créativité en ligne très simple pour les enfants mais la technologie sera déployée sur d'autres sites de Disney. Le 2 avril 2009, Disney Online rachète la partie nord-américaine du site Kaboose, la partie britannique étant rachetée par Barclays Private Equity. Ce rachat estimé à 18,4 millions de $ a permis à Disney l'acquisition des sites Kaboose.com, Babyzone.com, AmazingMoms.com, Funschool.com et Zeeks.com. Le 1er juin 2009, à la suite du rachat le 2 avril de la partie nord-américaine du site Kaboose, Disney Online crée une division Disney Online Mom and Family Portfolio, et indique conserver pour le moment le différent site, certaines consolidations auront lieu à l'avenir. Kaboose avait une audience en avril 2009 de 3,6 millions visiteurs uniques tandis que les sites DisneyFamily.com et FamilyFun.com atteignaient les 2,6 millions visiteurs uniques. Le 12 octobre 2009, Disney intègre le site Ideal Bite au sein du Disney Interactive Media Group, puis annonce le 3 décembre que le site fermera le 9 décembre en intégrant son contenu dans Family.com et que la plupart des employés seront licenciés,.
Le 20 juin 2010, le site Club Penguin est temporairement fermé en raison d'un non-renouvellement par Disney du nom de domaine. Le 25 septembre 2010, Disney lance un site de réseau social nommé Disney Memories pour partager de souvenirs des parcs Disney.
Le 14 novembre 2011, Disney achète le site parental Babble.com fondé en 2006 par le couple marié Rufus Griscom et Alisa Volkman,,. Le site Business Insider estime la transaction à 40 millions d'USD.
Le 16 mai 2012, Disney dévoile un nouveau site web video.disney.com dédié aux vidéos tous supports, faisant suite au partenariat de Disney Interactive Studios avec YouTube signé en novembre 2011. Le 9 août 2012, Disney lance le service Disney Games au Royaume-Uni avant d'étendre à l'Europe, le Moyen Orient et l'Afrique.
Le 7 mai 2013, le studio Bento Box annonce s'installer au 5161 Lankershim Blvd, locaux précédemment utilisés par le Walt Disney Internet Group qui a déménagé au Grand Central Creative Campus. Le 21 août 2013, Disney annonce la fermeture des mondes virtuels Toontown Online, Pirates of the Caribbean Online et Pixie Hollow pour se recentrer sur Club Penguin et les jeux mobiles. Le 30 août 2013, lors d'une conférence sur le Cloud computing, la solution prise par Disney est révélée, un mélange des solutions de CloudStack d'Apache et OpenStack. Le 30 septembre 2013, Disney lance une nouvelle version du site de Disney Junior.

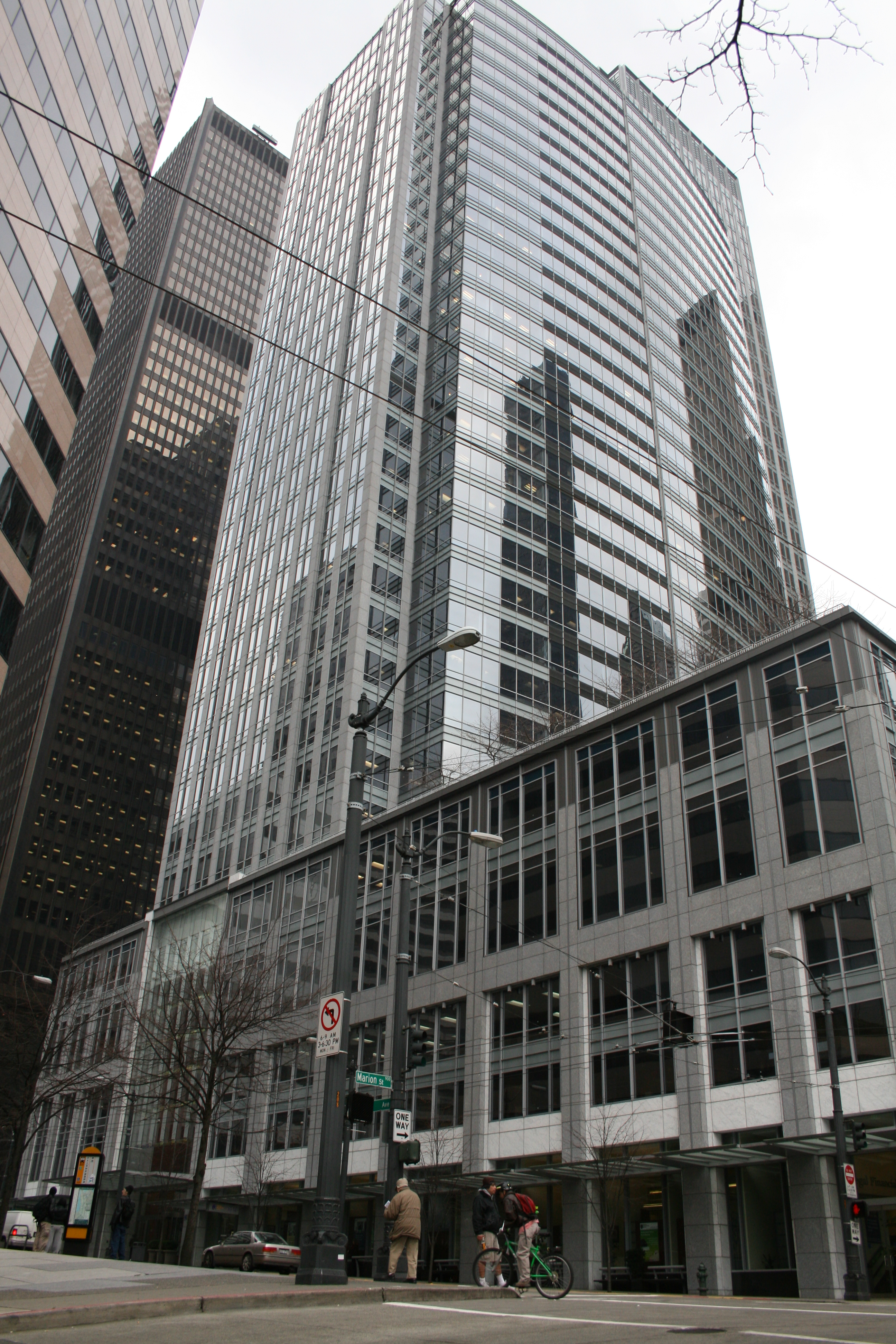
Le Fourth and Madison Building à Seattle.

Le 19 décembre 2014, Disney augmente la surface qu'elle loue au sein du Fourth and Madison Building à Seattle passant de 5 à 7 étages (sur 40) et totalisant 170 000 pieds carrés (15 794 m2). Cette présence à Seattle date de l'achat en 1998 de Starwave Corporation société fondée par Paul Allen.
Le 25 juillet 2016, Disney récupère les noms de domaine disneyspecialist.com et disneyrivercruises.com, enregistrés par des sociétés tierces en août 2014 et août 2015 après une plainte pour violation de marque auprès d'un bureau d'enregistrement.
Le 24 mai 2017, la société Circle Media éditrice du boitier de contrôle parental Circle with Disney obtient 10 millions d'USD lors d'une levée de fonds. Le 1er novembre 2017, le boitier de contrôle parental Circle with Disney contiendrait 23 failles de sécurité d'après Cisco Talos,.
Le 7 janvier 2019, le site TechCrunch indique que le site Babble.com a fermé mi-décembre 2018, site acheté 40 millions d'USD par Disney en 2011.

## Quelques filiales ou services
- Starwave Corporation
- Infoseek
- iParenting Media

### Organisation
- Disney Online
  - Disney International
Amériques : disney.com, disney.ca, disney.com.br, disneylatino.com
Europe : disney.be, disney.ch, disney.de, disney.dk, disney.es, disney.fi, disney.fr, disney.it, disney.nl, disney.no, disney.pl, disney.pt, disney.se, disney.co.uk
Asie : disney.co.jp, disney.com.cn, disney.com.hk, disney.com.au, disney.com.tw, disney.co.kr
Moyen-Orient: disneyme.com
  - Disney Parks and Resorts : disneyland.com, disneyworld.com, disneycruise.com, disneyvacation.com
  - autres : disneystore.com, disneychannel.com, disneymeetings, disneyweddings
- Disney Online Mom and Family Portfolio
  - Amazing Moms
  - BabyZone
  - Babble.com (2011-2018)
  - Disney FamilyFun
  - Disney Family
  - Funschool
  - Kaboose
  - iParenting Media
    - babiestoday.com
    - celebrityparents.com
    - preconception.com
    - pregnancytoday.com
    - recipestoday.com
- ABC : abc.com et abcnews.com
- ESPN Internet Group:
  - ESPN.com (espn.go.com, 1995)
  - ESPNcricinfo (Cricinfo.com)
  - ESPNscrum (Scrum.com)
  - ESPNsoccernet (Soccernet.com)
  - ESPN F1.com (décembre 2009), ex F1-live.com
- marvel.com
- oscars.com
- nba.com

Anciennes filiales
- movies.com

### Les produits de consommations
- Disney Mobile est un service de téléphonie mobile où Disney est un MVNO. Le service existe au Japon (avec NTT DoCoMo) et aux États-Unis (avec Sprint)
  - Disney Mobile Studios produit des biens et services pour la téléphonie mobile
- Disney Connection est un fournisseur de contenu pour
- Disney Online
  - Disney's Toontown Online un MMORPG, jeu massivement multijoueur en-ligne et 3-D pour les jeunes et la famille
  - Disney's Blast est un jeu social en ligne
  - Disney Wireless négocie les licences des produits dérivés des filiales de Disney utilisables par la téléphonie mobile. En 2002 plus de 20 pays proposaient déjà de tels produits par l'intermédiaire d'opérateurs.
  - DGamer une plateforme pour Nintendo DS

## Données économiques

### Résultats financiers
| Année       | Chiffre d'affaires | Résultats net |
| ----------- | --- | --- |
| 1997        | 174 | -56 |
| 1998        | 260 | -94 |
| 1999        | 206 | -93 |
| 2000        | 368 | -402 |
| 2001 - 2007 | les résultats sont répartis dans Walt Disney Studios Entertainment, Disney Media Networks et Disney Consumer Products | les résultats sont répartis dans Walt Disney Studios Entertainment, Disney Media Networks et Disney Consumer Products |
| Depuis 2008 | les résultats sont inclus dans ceux du Disney Interactive Media Group.                                                | les résultats sont inclus dans ceux du Disney Interactive Media Group.                                                |